# Sistema extrapiramidale
Il sistema extrapiramidale è un insieme di vie e di centri nervosi che agiscono direttamente o indirettamente sulla corretta azione motoria, controllando le reazioni istintive orientate e adattandole al movimento volontario, coordinato dal sistema piramidale.

## Connessioni nervose
Le connessioni del sistema extrapiramidale sono molto complesse: gli impulsi periferici, giunti al talamo, sono smistati al corpo striato, vero complesso organizzatore degli impulsi, trasmessi poi alle formazioni extrapiramidali sottostanti.
Il sistema extrapiramidale si divide a sua volta in due fasci distinti: 
1. la via del cordone mediale, che è formata da fasci nervosi importanti per l'innervazione muscolare dei movimenti grossolani come quelli delle braccia e delle gambe;
2. la via del cordone laterale, che innerva invece la muscolatura reclutata ai movimenti fini quali quelli delle dita.

Grazie ai rapporti con la corteccia, queste strutture possono regolare la motilità piramidale, di origine corticale. Il sistema extrapiramidale è quindi un sistema a più sinapsi, che influenza in ultima istanza i motoneuroni spinali, regolando il tono muscolare e la motilità.

## Le vie extra-piramidali
Le vie extra-piramidali sono principalmente tre:
1. Via cortico-strio-pallido-rubro-(reticolo)-spinale;
2. Via cortico-strio-pallido-ipotalamo-olivo-spinale;
3. Via cortico-ponto-cerebello-dento-(rubro)reticolo-spinale.

- Le prime due vie hanno il tratto cortico-strio-pallido in comune e prevede l'origine di cellule piramidali dal V strato della coniocorteccia che si porta attraverso il centro semi-ovale e la radiazione al corpo striato (nucleo caudato e putamen) e, quindi, al pallido (che nella pratica non viene incluso come componente dello striato) attivando sia il circuito dei nuclei della base (secondo circuito regolatorio dei movimenti dopo quello del cervelletto) che due fasci discendenti: il primo si porta al nucleo rosso e il secondo all'ipotalamo.
  - Dal nucleo rosso si sviluppano i due fasci discendenti (poco sviluppati nell'uomo) che prendono il nome di rubro-spinale anteriore e laterale e che si incrociano nella decussazione del Forel, ma anche i fasci rubro-reticolari che si portano alla sostanza reticolare di tutto il tronco encefalico a cui convergeranno anche le fibre discendenti della via cortico-ponto-cerebello-rubro-spinale.
  - Il fascio che si porta all'ipotalamo darà origine ad un fascio discendente che si porta verso il basso a dare il fascio della callotta centrale in cui giungono anche fibre dal reticolo e dal nucleo rosso dirette al nucleo olivare inferiore da cui origina il fascio olivo-spinale che con il fascio spino-olivare forma il fascio triangolare (di Helweg).

- La terza via è quella che dalla corteccia si porta ai nuclei del tronco encefalico (principalmente del ponte e del bulbo) con il fascio cortico-pontino frontale dell'Arnold e cortico-pontino temporale del Turck, che decorrono rispettivamente medialmente e lateralmente al fascio cortico-spinale nel piede del peduncolo cerebrale del mesencefalo, per andare a distribuirsi ai nuclei basilari del ponte. Da questi nuclei si dipartono fibre trasversali, che determinano la macro-morfologia del ponte, crociate, che si portano attraverso i peduncoli cerebellari medi, alla corteccia del neocerebello come fibre muscoidi, qui dopo aver contratto sinapsi con le cellule dei granuli, la via prosegue fuoriuscendo passando per la maggior parte attraverso il nucleo dentato e attraverso il nucleo emboliforme (o interposito) per correre nei peduncoli cerebellari superiori e decussare a livello di tegmento nel mesencefalo (decussazione del Wernekinck) per arrivare al nucleo rosso o portarsi direttamente al nucleo ventrale laterale del talamo nella parte posteriore o dallo stesso nucleo rosso per formare il fascio rubro-spinale o quello reticolo-spinale.

È bene ricordare, anche se di fatto non fanno parte delle vie extra-piramidali, che al nucleo rosso giungono fibre anche dallo spino-cerebello per il nucleo rosso per la coordinazione e la resa fluida dei movimenti in collaborazione anche con il circuito regolatorio dei nuclei della base.

## Funzioni
La sua azione si esplica così nei movimenti espressivi, in quelli associati (come nelle sincinesie pendolari, il pendolamento degli arti superiori durante la marcia), nella scrittura, nella masticazione, nella fonazione, nella deglutizione, nella stazione eretta e in tutti gli altri atteggiamenti del corpo.

## Patologia
In neurologia, la rottura dell'equilibrio funzionale fra i vari circuiti è considerata alla base dei disordini motori extrapiramidali. Un classico esempio di lesione del sistema extrapiramidale è rappresentato dal malattia di Parkinson o dalla corea di Huntington; in quest'ultima, i farmaci neurolettici dovrebbero essere d'aiuto, ma è ormai chiaro che gli stessi neurolettici creano problemi al sistema extrapiramidale (parkinsonismi, sindrome acinetico-ipertonica, acatisia).